# Vezdekhod
El Vezdekhod va ser el primer tanc creat per la Rússia Imperial. La paraula Vezdekhod significa: "Que va per tot arreu" o "vehicle tot-terreny". No va ser més que un model de preproducció, a causa dels problemes amb el disseny.